# Johan Nykopp
Johan Albert Nykopp, född 27 maj 1906 i Le Vésinet, död 28 april 1994 i Helsingfors, var en finländsk diplomat och industriman.
Nykopp arbetade 1931–1958 inom utrikesförvaltningen, bland annat i Sovjetunionen 1931–1941, med olika uppgifter. Han var 1951–1958 ambassadör i USA och några latinamerikanska länder. På denna post blev Nykopp tack vare sin Rysslandskännedom uppskattad av flera framträdande amerikanska politiker och av State Departments tjänstemän. Han var 1958–1961 vd för Arbetsgivarnas i Finland centralförbund och 1962–1972 för Oy Tampella Ab, som under hans ledning bland annat lyckades komma in på den amerikanska pappersmaskinsmarknaden.
Nykopp skildrade de finländsk-sovjetiska förhandlingarna före vinterkriget och under mellankrigsperioden i boken Med Paasikivi i Moskva, som utkom på finska 1975 och på svenska 1979.
Johan Nykopp tilldelades titeln bergsråd 1969. Han var bror till journalisten Carl-Adam Nycop och brorson till skådespelaren Albert Nycop.